# Tantō
 (novembre 2014).
Si vous disposez d'ouvrages ou d'articles de référence ou si vous connaissez des sites web de qualité traitant du thème abordé ici, merci de compléter l'article en donnant les références utiles à sa vérifiabilité et en les liant à la section « Notes et références ».
Le tantō (短刀) est un sabre court faisant partie de la famille des sabres japonais, apparu au cours de l'ère Heian. Il a la forme d'un katana  légèrement courbe à un seul ou double tranchant dont la taille de la lame est inférieure à 30 cm (un shaku, unité de mesure des longueurs japonaises).

## Description
La structure du tantō est identique à celle  d'un katana, à la différence près qu'il est bien plus court et souvent moins courbé. En général, la section est hira-zukuri (les flancs de la lame sont plats), unokubi-zukuri (la partie supérieure des flancs de la lame subit un rétreint, environ du premier tiers de la lame jusqu'au yokote, arête définissant le commencement de la pointe) ou kanmuri-otoshi-zukuri (même conception que sur la section unokubi-zukuri mais avec un rétreint se prolongeant jusqu'à la pointe de la lame, formant dans certains cas un contre-tranchant affûté).
Il est l'équivalent d'un poignard ou d'une dague japonaise. Selon sa monture, il peut être appelé tantō (s'il est glissé dans la ceinture) ou kaiken (s'il est caché dans les vêtements).
Il se différencie d'un aiguchi par la présence d'une garde (tsuba). En vérité, aiguchi n'est pas le nom d'un couteau mais le nom d'une monture. La monture standard est buke-zukuri : une garde est présente, une tresse de soie ou de coton (sageo) sert à attacher le fourreau à la ceinture. La monture aiguchi est une monture épurée, où le couteau n'a pas de garde (ou, du moins, son diamètre est égal à celui de la poignée, si bien qu'elle n'est pas proéminente) et où le sageo est inexistant dans la majorité des cas.
Le tantō était principalement porté par les samouraïs, et il était rare que les gens ordinaires en possédassent un. Les femmes portaient souvent sur elles un kaiken dans leur obi, dans un but d'autodéfense. Le tantō était aussi utilisé lors du suicide rituel (seppuku), notamment chez les femmes où cette forme de suicide consistait à s'ouvrir les veines ou à se trancher la carotide avec leur kaiken.